# Квятковский, Мартин
Марты́н Квятко́вский (пол. Marcin Kwiatkowski), иначе называемый Пла́хта (пол. Płachta; год рождения неизвестен — 1585) — польский писатель, переводчик, историк и географ, жил в царствование Стефана Батория.
Перевёл на польский язык ряд религиозных работ.
Был секретарём по польским дела при дворе герцога Альбрехта Фридриха в Кенигсберге .
Перешёл в кальвинизм, в результате чего впал в немилость, его сочинения подверглись преследованиям и потому, вероятно, составляют библиографическую редкость.

## Публикации
- Wyznania wiary chrześcijańskiej (tłumaczenie) 1561
- Książeczki rozkoszne a wielu i użyteczne o poczciwiem wychowaniu i w rozmaitych wyzwolonych naukach ćwiczeniu etc., Królewiec 1564,
- Wszystkiej Liflandzkiej ziemie, jako przedtém sama w sobie była, krytkie a pożyteczne opisanie, Królewiec, 1567,
- De latissimo usu et maxima utilitate linguae Slavonicae, Królewiec, 1569,
- Libellus sive praefatio in Serenissimam Jagellonissam nativam Genealogiam (1577),
- Nadobna pieśń o błogosławionym a najjaśniejszym Stefanie Monarsze Polskim (1577)

## Ссылка
- Sławomir Augusiewicz, Janusz Jasiński, Tadeusz Oracki, Wybitni Polacy w Królewcu. XV—XX wiek. — Olsztyn: Littera, 2005. — ISBN 83-89775-03-4
- Квятковский, Мартын // Энциклопедический словарь Брокгауза и Ефрона : в 86 т. (82 т. и 4 доп.). — СПб., 1890—1907.